# NW Präsident

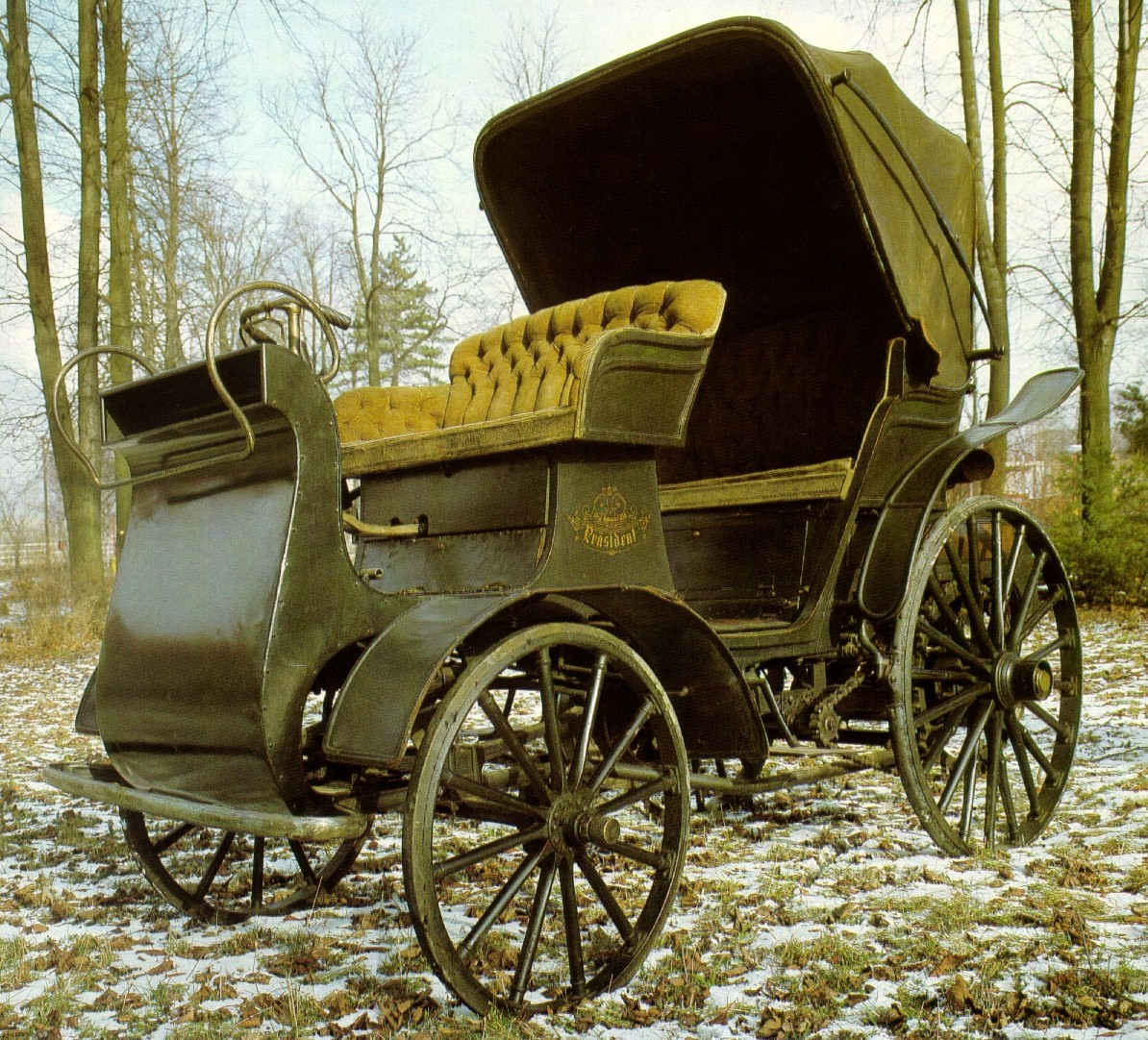
Präsident – originál z roku 1897

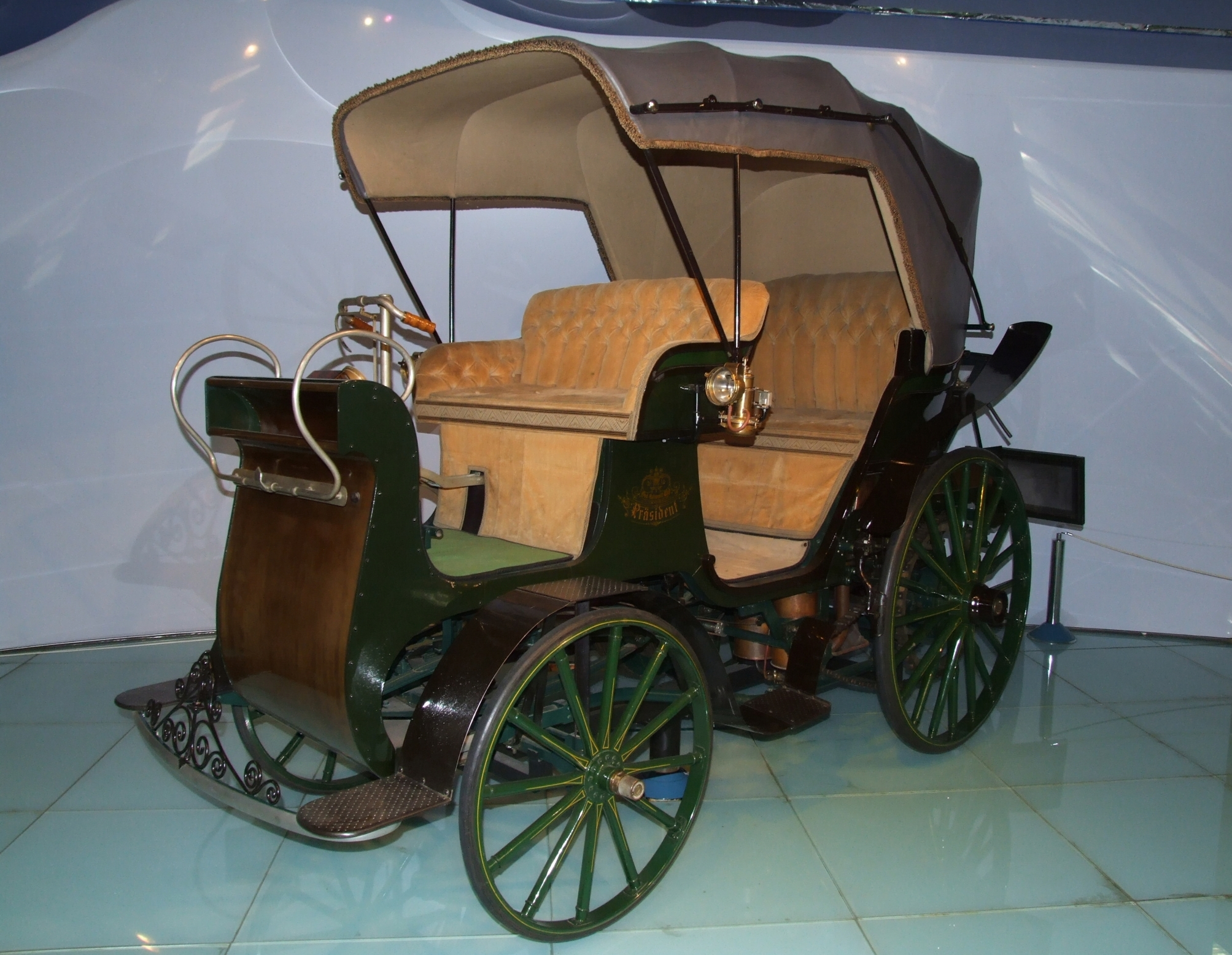
Präsident – replika z roku 1977

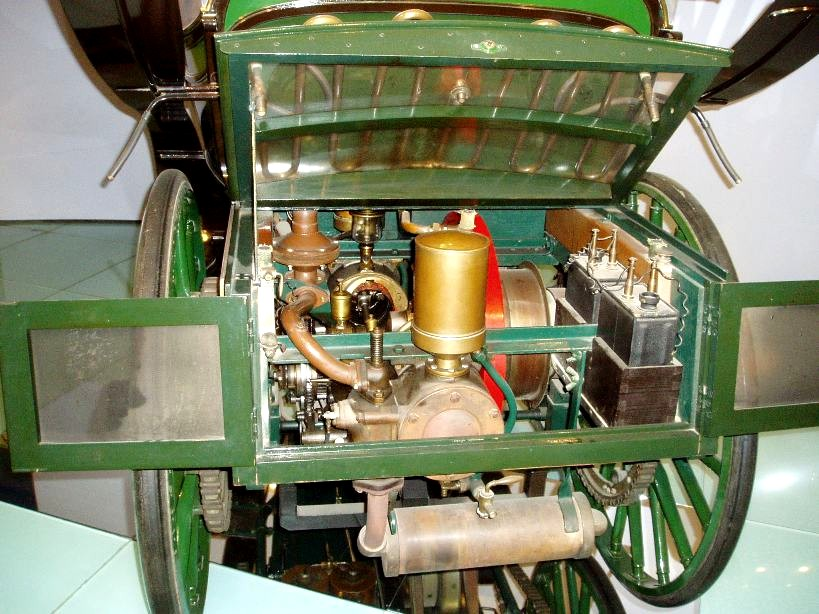
Replika motoru Benz v automobilu Präsident (1977)

NW Präsident byl prvním továrně vyráběným sériovým automobilem na území Česka, resp. tehdejšího Rakouska-Uherska a jedním z prvních automobilů na světě vůbec. Automobil vyráběla továrna Nesselsdorfer Wagenbau-Fabriks-Gesselschaft A. G. (NW) v Kopřivnici, dnešní Tatra. Před ním byl na našem území sestrojen pouze Marcusův automobil, který však byl vyroben v letech 1888–1889 pouze v počtu 1 kusu.
Duchovním otcem NW Präsident byl Leopold Sviták, první kus byl vyroben v letech 1897–1898. Konstrukce částečně vycházela z automobilu Benz Phaeton přejmenovaného v Kopřivnici na „Instructor“ a do vozu byl namontován i originální motor mannheimské automobilky, o nějž se zasloužil liberecký továrník baron Theodor von Liebieg, který se s jeho konstruktérem Karlem Benzem přátelil. V Kopřivnici však do konstrukce vnesli několik originálních prvků a vylepšení, takže vznikl úplně odlišný automobil. Kromě Leopolda Svitáka se na konstrukci vozu podíleli také inženýři Rumpler a Sage a spolu s nimi i mladý Hans Ledwinka, tvůrce takzvané Koncepce Tatra.
Präsident byl experimentem: plány byly zhotoveny až dodatečně, řada zlepšení vznikla přímo při stavbě. Automobil vynikal luxusní a originální konstrukcí, čímž se odlišoval od Benzova vozu. Novinkou, použitou u automobilu vůbec poprvé byla ochrana předních kol okrasně tvarovaným nárazníkem.
Podvozek Präsidenta i karosérie typu Phaeton, vycházela z osvědčeného kopřivnického kočáru „Mylord“. Pod sedadlem v zadní části – v prostoru, který u kočárů sloužil pro zavazadla – byl umístěn dvouválcový řadový ležatý motor Benz o obsahu 2,714 l a výkonu přibližně 5 kW (6,6 k) při 600 ot/min (vrtání i zdvih 120 mm). Palivová nádrž o obsahu 23 l se nacházela pod předními sedadly.
Původní indukční zapalování bylo nahrazeno magnetovým. Mazání bylo ztrátové, ovládané centrálním mazacím systémem. Chlazení motoru bylo otevřené vodní, odpařovací, částečně ztrátové. Převodovka byla dvoustupňová, řemenová. Převodové stupně se řadily naklápěním sloupku řízení, buď k sobě nebo od sebe. Zadní hnací náprava byla poháněna dvěma nezávislými řetězy z předlohové hřídele, která už měla diferenciál. Vozidlo využívalo dva brzdové systémy – nožní pásovou převodovou brzdu a ručně ovládanou třecí brzdu působící na pryžové obložení kol. Přední kola se natáčela okolo svislých čepů, tento pohyb se přenášel z řídítek řetězem na přední nápravu.
V roce 1898, krátce po dokončení, uskutečnil první vyrobený automobil ve dnech 21.–22. května 1898 propagační jízdu se čtyřmi pasažéry po vlastní ose z Kopřivnice do Vídně na výstavu konanou k výročí 50 let vlády Františka Josefa I. Trasu dlouhou 328 km absolvoval za 24,5 hodiny z čehož bylo 14,5 hodiny čisté jízdy s průměrnou rychlostí 22,62 km/h. Po jejím skončení jej získal darem rakouský automobilový klub (po jehož prezidentovi byl vůz pojmenován) a Präsident byl používán pro zácvik řidičů. Ve 20. letech 20. století se vrátil do Československa, už jako muzejní exponát. Podle původní technické dokumentace byla v roce 1977 v závodě Tatra postavena plně funkční replika prvního automobilu v původní podobě, která se nachází ve sbírkách Technického muzea v Kopřivnici, zatímco originál v podobě pozdějších úprav se nachází v NTM v Praze.
V roce 1899 byly vyrobeny různé vylepšené verze vozu Nesselsdorf Präsident, pojmenovány byly Meteor, Nesselsdorf, Wien, Bergsteiger, Versucher, Adhof, Spitzbub, Balder a Metrans (Dle některých zdrojů jsou automobily Metrans a Meteor jeden a tentýž vůz - rozdíl vznikl chybným čtením ozdobného nápisu pod sedadlem řidiče).

## Technické parametry
- motor Benz
- Zdvihový objem: 2714 cm³
- Výkon: 4,85 kW při 600 ot/min
- Umístění: vzadu
- Maximální rychlost: 22 km/h

## Symbolika
Automobil je zobrazen na městském znaku města Kopřivnice.

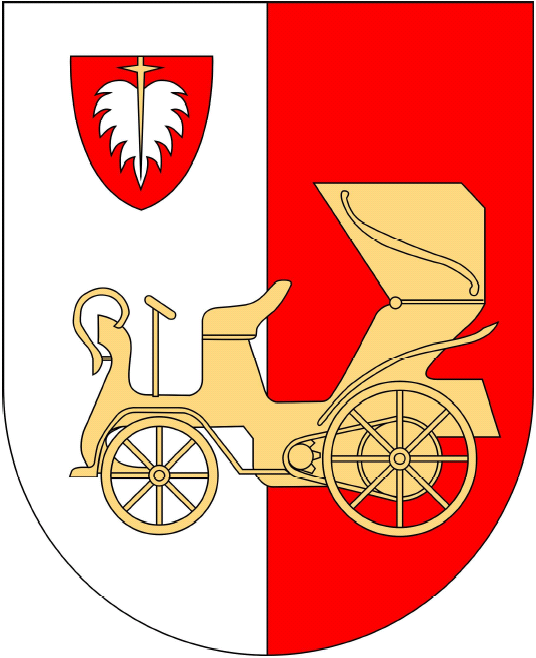
Znak města Kopřivnice